# Zelene (Nijniohirski)
|  | Per a altres significats, vegeu «Zelene». |

Zelene (en (ucraïnès): Зелене) és un poble de la República Autònoma de Crimea a Ucraïna, que el 2014 tenia 941 habitants. Pertany al districte de Nijniohirski. Fins al 1948 la vila es deia Stxastlívtseva.